# Cloncurry Shire
Cloncurry Shire är en kommun i Australien. Den ligger i delstaten Queensland, omkring 1 500 kilometer nordväst om delstatshuvudstaden Brisbane. Antalet invånare var 3 032 vid folkräkningen 2016.
Följande samhällen finns i Cloncurry:
- Cloncurry